# Brandon Williams (cestista 1999)
Brandon Williams (Encino, 22 novembre 1999) è un cestista statunitense.

## Statistiche

### College
| Anno      | Squadra          | PG | PT | MP   | TC%  | 3P%  | TL%  | RP  | AP  | PRP | SP  | PP   |
| --------- | ---------------- | -- | -- | ---- | ---- | ---- | ---- | --- | --- | --- | --- | ---- |
| 2019-2020 | Arizona Wildcats | 26 | 21 | 28,2 | 37,7 | 31,6 | 81,9 | 2,8 | 3,4 | 0,8 | 0,2 | 11,4 |
| Carriera  | Carriera         | 26 | 21 | 28,2 | 37,7 | 31,6 | 81,9 | 2,8 | 3,4 | 0,8 | 0,2 | 11,4 |

### NBA

#### Regular Season
| Anno      | Squadra             | PG | PT | MP   | TC%  | 3P%  | TL%  | RP  | AP  | PRP | SP  | PP   |
| --------- | ------------------- | -- | -- | ---- | ---- | ---- | ---- | --- | --- | --- | --- | ---- |
| 2021-2022 | Portland T. Blazers | 24 | 16 | 26,7 | 37,2 | 29,2 | 70,1 | 3,1 | 3,9 | 1,0 | 0,4 | 12,9 |
| 2023-2024 | Dallas Mavericks    | 17 | 0  | 6,6  | 37,0 | 20,0 | 64,7 | 0,8 | 1,0 | 0,1 | 0,1 | 3,2  |
| 2024-2025 | Dallas Mavericks    | 33 | 3  | 14,8 | 52,1 | 40,0 | 83,3 | 1,8 | 2,3 | 0,7 | 0,2 | 8,3  |
| Carriera  | Carriera            | 74 | 19 | 16,8 | 42,6 | 32,0 | 74,4 | 2,0 | 2,5 | 0,7 | 0,2 | 8,6  |

### G League
| Anno      | Squadra        | PG | PT | MP   | TC%  | 3P%  | TL%  | RP  | AP  | PRP | SP  | PP   |
| --------- | -------------- | -- | -- | ---- | ---- | ---- | ---- | --- | --- | --- | --- | ---- |
| 2021-2022 | Westch. Knicks | 23 | 17 | 32,2 | 42,0 | 32,6 | 84,7 | 4,0 | 6,2 | 1,1 | 0,7 | 20,6 |
| 2022-2023 | C.P. Skyhawks  | 44 | 41 | 32,6 | 45,3 | 35,1 | 76,2 | 4,1 | 6,3 | 1,2 | 0,4 | 19,8 |
| 2023-2024 | Osceola Magic  | 14 | 13 | 34,4 | 47,4 | 36,9 | 82,7 | 4,4 | 5,6 | 1,8 | 0,3 | 23,9 |
| 2023-2024 | Texas Legends  | 7  | 5  | 36,0 | 47,7 | 28,6 | 87,5 | 5,0 | 6,3 | 1,1 | 0,7 | 24,1 |
| 2024-2025 | Texas Legends  | 10 | 10 | 38,4 | 48,3 | 38,8 | 67,9 | 5,4 | 7,3 | 1,9 | 0,7 | 28,9 |
| Carriera  | Carriera       | 98 | 86 | 32,9 | 45,4 | 34,9 | 78,5 | 4,3 | 6,2 | 1,3 | 0,5 | 21,6 |